# 汝宁街道
汝宁街道，是中华人民共和国河南省驻马店市汝南县下辖的一个乡镇级行政单位。

## 行政区划
汝宁街道下辖以下地区：
新华街社区、南大街社区、西大街社区、东大街社区、西关社区、东关社区和大付庄社区。